# Walschbronn
Walschbronn är en kommun i departementet Moselle i regionen Grand Est (tidigare regionen Lorraine) i nordöstra Frankrike. Kommunen ligger i kantonen Volmunster som tillhör arrondissementet Sarreguemines. År 2022 hade Walschbronn 392 invånare.

## Befolkningsutveckling
Antalet invånare i kommunen Walschbronn
| Referens: INSEE |